# Tremmelberg
Tremmelberg är en bergstopp i Österrike.   Den ligger i distriktet Murtal och förbundslandet Steiermark, i den östra delen av landet, 160 km sydväst om huvudstaden Wien. Toppen på Tremmelberg är 1 201 meter över havet, eller 305 meter över den omgivande terrängen. Bredden vid basen är 4,3 km.
Terrängen runt Tremmelberg är varierad. Närmaste större samhälle är Knittelfeld, 4,0 km sydost om Tremmelberg. 
I omgivningarna runt Tremmelberg växer i huvudsak blandskog. Runt Tremmelberg är det ganska glesbefolkat, med 48 invånare per kvadratkilometer.